# Muhammad Asad
Pour les articles homonymes, voir Asad, Weiss et Leopold Weiss.
Muhammad Asad (né Leopold Weiss en juillet 1900 à Lemberg en royaume de Galicie et de Lodomérie ; mort en 1992 à Mijas en Espagne) était un journaliste, voyageur, linguiste, diplomate et théoricien. Son influence a été notable sur l'islam au XXe siècle.

## Biographie

### Famille
Leopold Weiss descend d'une longue lignée de rabbins et naît dans une famille juive aisée (d'une province de l'Autriche-Hongrie, en actuelle Ukraine) - une famille instruite et sioniste mais loin d'être orthodoxe. L'un de ses oncles dont on parlait à demi-voix était un rabbin qui avait tout quitté pour se convertir au christianisme à Londres. 
Sa mère est la fille d'un banquier. Son père, Karl Weiss (Kiwa), poussé par son propre père à embrasser lui aussi le rabbinat mais passionné par les sciences et la physique, avait renoncé à sa vocation pour devenir avocat en Galicie. Son grand-père paternel, Binyamin Aryeh Weiss, était rabbin de la ville de Tchernivtsi, capitale de la Bucovine, et goûtait les mathématiques, l'astronomie tout en excellant aux échecs ; il cultiva une longue amitié avec l’archevêque grec-orthodoxe, lui-même un grand expert aux échecs. Le rabbin meurt quand son petit-fils Leopold a 13 ans, l'âge de la bar mitsva (majorité religieuse dans le judaïsme),.

### Études
Leopold reçut une solide éducation religieuse, connaissait bien l'hébreu et avait des notions d'araméen dès l'adolescence, en plus du polonais, du yiddish et de l'allemand, langues maternelles. Plus tard, il sera hyperpolyglotte, sachant parler arabe, persan, anglais, français. 
Il a étudié la Torah, le Talmud et s'est penché sur les complexités de l'exégèse biblique, le Targoum, la Mishna et la Guemara. Ce fut à cette époque où il avançait dans sa connaissance du judaïsme, que sa foi commençait à s'étioler :  « il me semblait que le Dieu de la Bible était indûment préoccupé par les rites à observer par ses fidèles et par le destin d’une seule nation : la nation hébraïque ». En définitive, son apprentissage aboutissait à l'inverse du but recherché par ses parents et l'éloigna de la religion de ses ancêtres,.
À quatorze ans, il s'engage dans l'armée autrichienne mais après une semaine, son père vient le ramener à la maison. Le conflit père-fils n'a cessé qu'à la mort du premier des deux. 

En 1914, lors de la Première guerre mondiale, la famille Weiss se réfugie à Vienne et assiste au délitement d'un monde qui laisse place à une fragilité ambiante et une insécurité inquiétantes. Entre le carnage de la guerre, la montée des idéologies, des révolutions et des fascismes, des dangers et des promesses, le nouveau dessin des frontières, la perte des valeurs d'antan, Leopold Weiss écrit plus tard : 

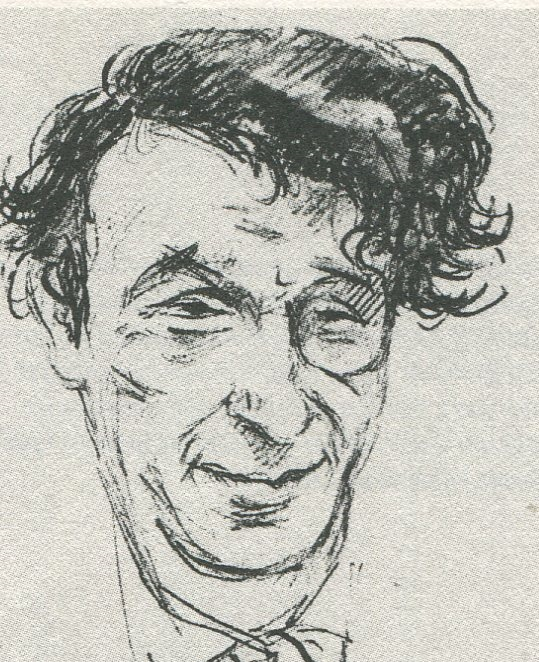
Son ami, Anton Kuh, en 1926

« En l'absence de normes fiables de la morale, personne ne pouvait donner, à nous les jeunes gens, des réponses satisfaisantes aux nombreuses questions qui nous laissaient perplexes » 
Après la guerre, sa mère meurt et il passe une année à Czernowitz en Ukraine puis encore contre l'avis de son père, part étudier pendant deux ans l'histoire de l'art et la philosophie à l'Université de Vienne où peu assidu, il fréquente également la société intellectuelle et bohème des cafés, poursuit plusieurs liaisons, puis il se rend à Prague et ensuite à Berlin. 
Il tente d'écrire des scénarios avec son ami l'essayiste Anton Kuh (de), et le cinéaste Friedrich W. Murnau l'engage comme assistant pendant deux mois où il fréquente les starlettes,,.

### Journaliste

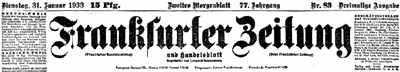
Frankfurter Zeitung, 1933

Il amorce une carrière de journaliste, travaillant d'abord dans l'agence de presse United Telegraph puis, après l'obtention d'une interview exclusive de la femme de l’écrivain Maxime Gorki, au principal quotidien de langue allemande de l'époque, le « Frankfurter Zeitung ». Découvrant qu'il est polyglotte, ses rédacteurs en chef le nomment rédacteur en chef adjoint chargé de la presse scandinave. Il séjourne trois mois à Dornbacher Strasse 1 à Vienne. 
Plus tard, quand il aura quitté le Frankfurter Zeitung, il signera avec la Neue Zurcher Zeitung de Zurich, le Telegraaf d’Amsterdam et la Kolnische Zeitung de Cologne. 

### En Palestine

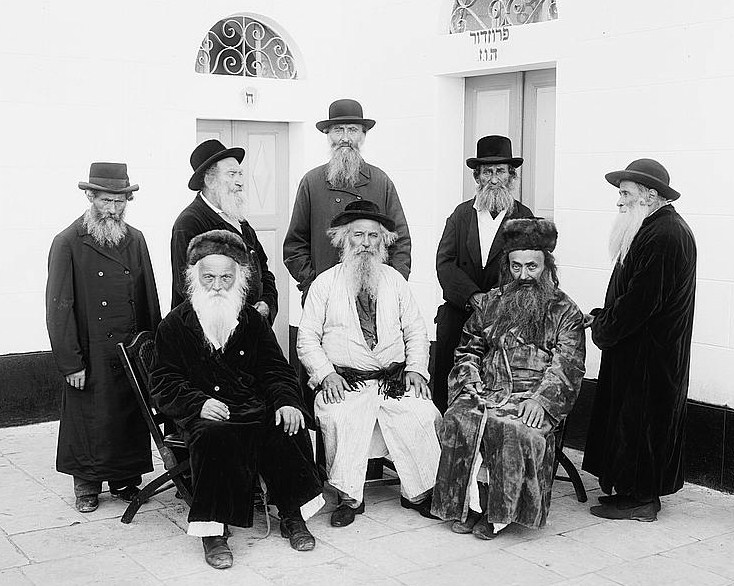
Vieux Juifs de Jérusalem, v. 1920

En 1922, se produit un grand tournant dans sa vie. Invité par son oncle maternel installé près de la porte de Jaffa à Jérusalem en Palestine mandataire, le Dr Dorian Isador Feigenbaum (1887-1937),, élève de Sigmung Freud, psychanalyste devenu directeur de l'unique hôpital psychiatrique (fondé par l'organisation de femmes juives, Ezrat Nashim, en 1895) à Jérusalem (puis qui fondera à New York, en 1932, The Psychoanalytic Quarterly), Weiss arrive dans la ville avec la famille de sa mère et y retrouve aussi son autre oncle Arieh Leopold, directeur du département d'ophtalmologie à l'hôpital Rothchild de Jérusalem,.

L’impact du voyage à Jérusalem et en Palestine, en passant par Alexandrie, « sur sa vie ultérieure, se révèlera considérable ». S'il y découvre une situation politique instable et même difficile entre Britanniques et Français, entre Arabes et Juifs, il connaît le début de son aventure spirituelle personnelle. 
« Si l’on m’avait dit à ce moment-là que ma première prise de contact avec le monde de l’islam irait beaucoup plus loin qu’un simple épisode de vacances et marquerait un tournant décisif de ma vie, j’en aurais ri comme d’une idée absurde. Je ne me sentais certes pas fermé à ce que pouvaient offrir des pays associés dans mon imagination, comme dans celle de la plupart des Européens, à l’atmosphère romantique des Mille et une nuits. Je m’attendais à trouver de la couleur, des coutumes exotiques, des scènes pittoresques. Mais je n’aurais jamais songé à la possibilité d’aventures également dans le domaine de l’esprit » 

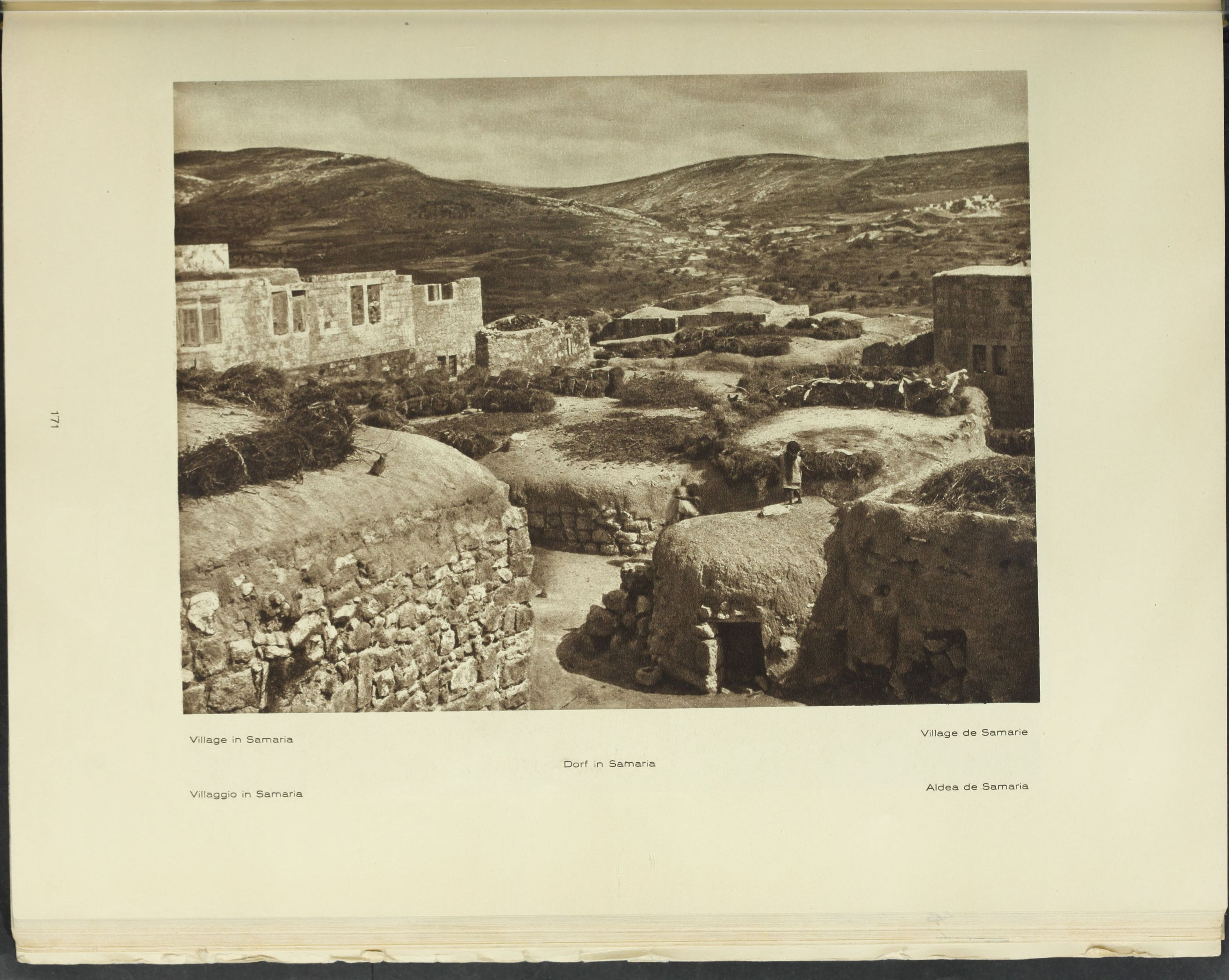
Vue de la Samarie en 1925

En Palestine, Weiss fraternise plus volontiers avec les Arabes qu'avec les Juifs mais il peut se lier d'amitié avec eux comme avec le Dr Jacob Israël de Haan, actif contre le mouvement sioniste mais dans une perspective messianique. Weiss pense en effet que le sionisme politique est une erreur immorale et dangereuse, qu'il y exportera les problèmes de la société européenne ; il s'oppose au Yishouv et à l’établissement du foyer juif sur ces terres qu'il voit plus à présent comme arabes que juives puisque habitée par seulement 20 % de Juifs en 1922,. Au tournant du siècle, la Palestine voit l'arrivée de différentes alyas (immigration juive dite en « Erets Israel »), soutenue mais limitée par les Britanniques, constituées de près de 100 000 Juifs majoritairement originaires d’Europe orientale, de Pologne et de Russie, fuyant les pogroms russes et polonais, et l'antisémitisme, pleins d'espoir et d'énergie pour défricher la terre et construire le pays, ce qui inquiète les Arabes malgré certains sionistes qui tiennent compte de cette population locale, tel le philosophe et pédagogue Martin Buber ou le philosophe et kabbaliste Gershom Scholem, qui les désirent associés à égalité dans ce projet . Weiss serait plutôt de leur avis mais ne comprend pas les sionistes zélés qu'il considère « aveugles devant les perspectives de souffrance que leur politique allait ouvrir, devant les combats, l’amertume et la haine à laquelle allait s’exposer pour toujours, même en remportant des succès temporaires, l’îlot juif au milieu d’un océan arabe hostile ». 
Le positionnement antisioniste de Weiss apparaît dans ses d’articles « Journal de voyage » publiés sur huit semaines entre mai et novembre 1923 dans le Frankfurter Zeitung - et qui persiste dans ce sens dans son ouvrage Un Levant pas romantique paru à la même époque. Au Frankfurter Zeitung, ses opinions antisionistes ne plaisent pas à tous les lecteurs des années 1920 et la direction éditoriale s'en démarque dès le début de son deuxième article : « Nous publions cet essai de la série “Journal d’un voyage” avec la réserve expresse que la partie politique des déclarations ne rend compte que des idées de l’auteur, pour lesquelles nous déclinons toute responsabilité. 
Les Juifs palestiniens ne comprennent pas cet Européen instruit qui trouve intéressant le monde primitif des Arabes et le considèrent alors soit comme un « vendu aux Arabes », soit comme « un intellectuel excentrique attiré par l’exotisme de l’Orient », qu'ils ne peuvent plus prendre au sérieux,.  
Dans ce monde instable et foisonnant de multiples courants de la première partie du siècle, en Orient comme en Europe centrale et orientale, Weiss n'est pas le seul, ni le seul Juif, à interroger l'altérité et les discours identitaires à travers une Modèle:Langue=de. Lui est un « anticapitaliste romantique » qui fustige les révolutionnaires comme la civilisation du progrès et de la productivité sans objectif éthique, qu'il considère artificielle, vaine et aliénante face à la morale kantienne et à la « communauté organique et naturelle » qu'il trouvera dans l'islam wahhabite et son « utopie concrète » et ouverte, indépendante de la race et des frontières. 

### Voyages et conversion

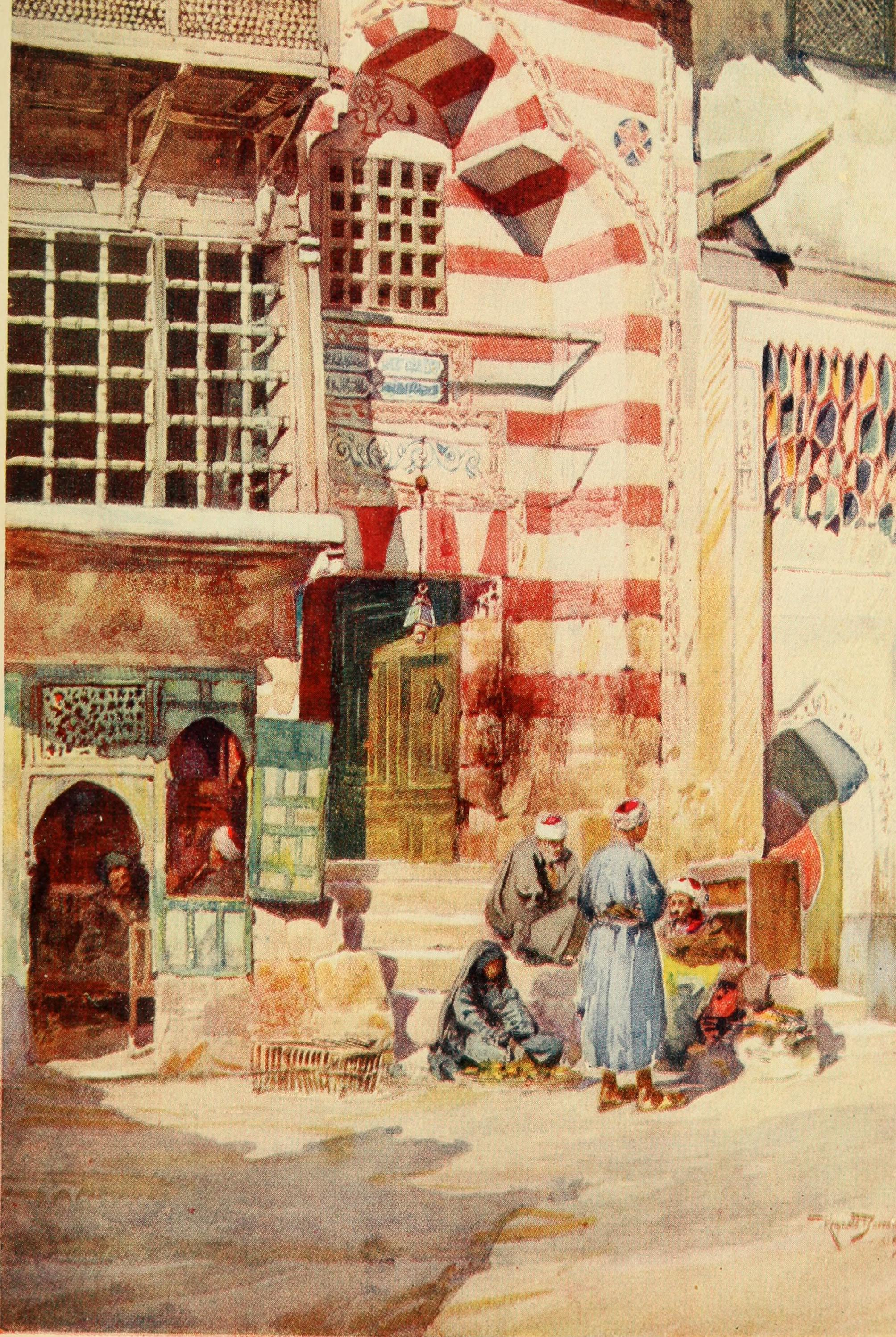
Une rue du Caire, 1912

À partir de 1922, Leopold Weiss voyage longuement dans les pays à majorité musulmane, en Égypte, Syrie, Transjordanie (aujourd’hui Jordanie), Turquie, Perse (dix-huit mois), Afghanistan (six mois) ou en actuelle Arabie Saoudite (cinq années) où sa maîtrise de l'hébreu et de l'araméen l'aident grandement dans son apprentissage de la langue arabe,,. Le monde arabe l'accueille avec hospitalité et il apprécie son unité d'« affinités électives », la oumma qui lui semble idéale.  
« Cette unité de résonance me fit sentir dès ces jours passés au Caire combien profonde était l’unité intérieure de tous les musulmans et combien artificielles et insignifiantes étaient les limites extérieures établies entre eux. Ils étaient unis dans leur manière de penser et de distinguer le juste du faux, comme ils étaient unanimes dans leur perception de ce qui constitue une vie droite. Il m’apparut que, pour la première fois, j’étais en présence d’une communauté où les liens entre les hommes n’étaient pas dus aux accidents raciaux ou économiques communs, mais à quelque chose de beaucoup plus stable : c’étaient les liens émanant de mêmes principes qui supprimaient toutes les barrières de la solitude entre les hommes » 
Lors de son voyage en Égypte, la sympathie de Weiss va vers le mouvement d’indépendance égyptien malgré les attentats et des attaques d’installations britanniques. Ayant perdu ses papiers, il se rend à pieds à Damas et c'est à dos de chameau qu'il ira à La Mecque où il fera cinq pèlerinages en tout entre 1927 et 1932,.

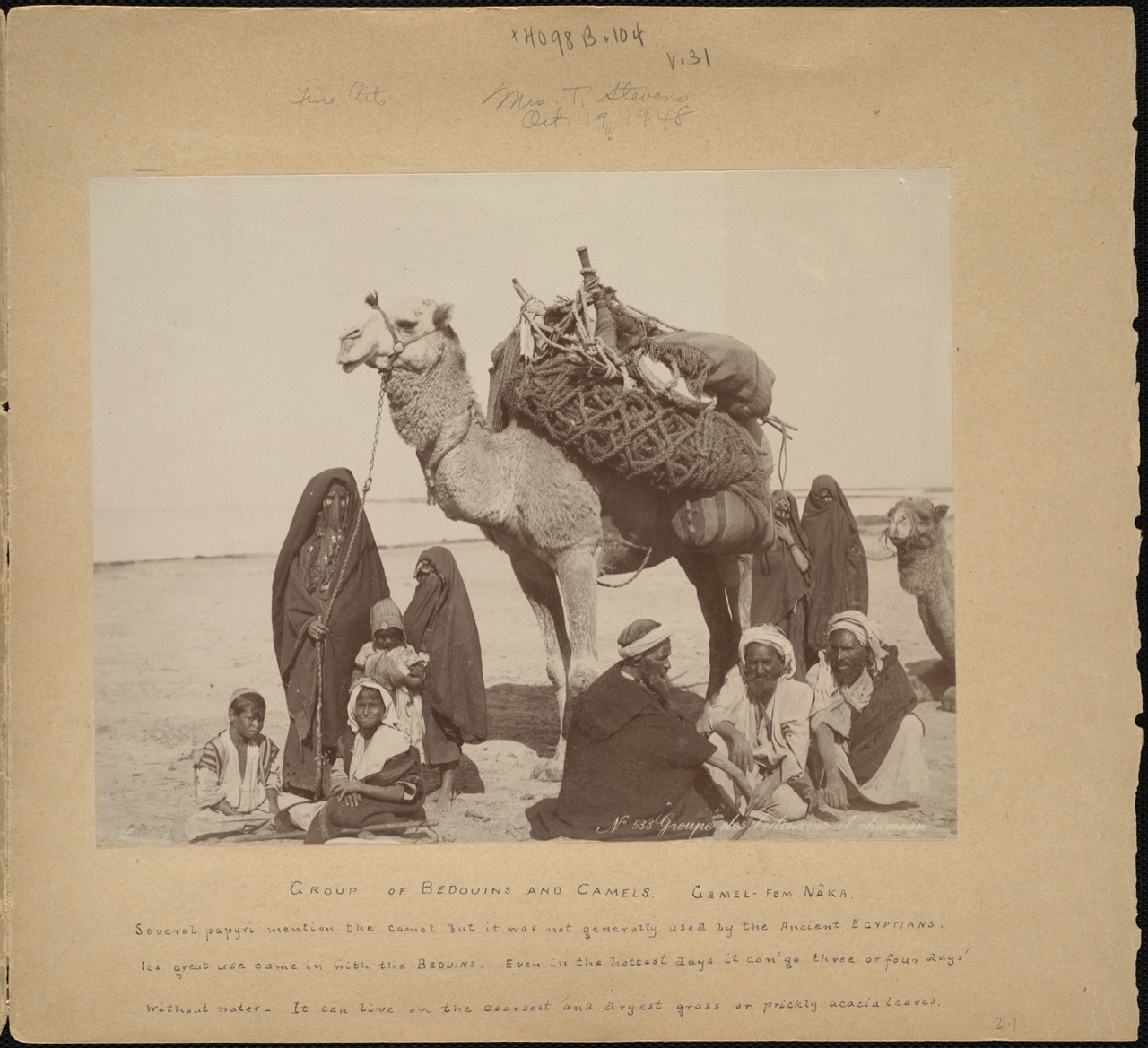
Groupe de Bédouins près de leur chameau (années 1940)

Il commence à rejeter ce qui pervertit l'Occident comme « le matérialisme, la course à la consommation, le nationalisme et... la quête insondable de la "pureté originelle" ». Il considère que dans l'islam, la « pureté est accordée à l'homme avec la naissance » et il désire « être créé de nouveau ». Fasciné par cette nouvelle culture, s'opère en lui une métamorphose spirituelle à la manière d'un Saint Paul de Tarse ou Saint Augustin et il se convertit à l'islam sunnite à 26 ans lors d'un séjour à Berlin. Il prend le nom arabe de Muhammad Asad : « Muhammad pour Mahomet. Asad (lion) pour Leo »,.
Il voyage (en 1922-23 puis en 1924-26) accompagné de sa compagne de quinze ans son aînée, une peintre allemande, Elsa Schiemann (née Sprecht), devenue Aziza car convertie en même temps que lui, qui mourra après son pèlerinage à La Mecque (hajj) et qui y sera enterrée, et de son fils Ulrich (né en 1916),.
En 1932, il explore avec son serviteur et ami Zayd (qui serait une invention littéraire d'après Gunther Windhager) le désert de la péninsule arabique vers La Mecque, voyage où il s'extasie devant les Bédouins, véritables hommes libres, selon lui.

### Politique et spiritualité

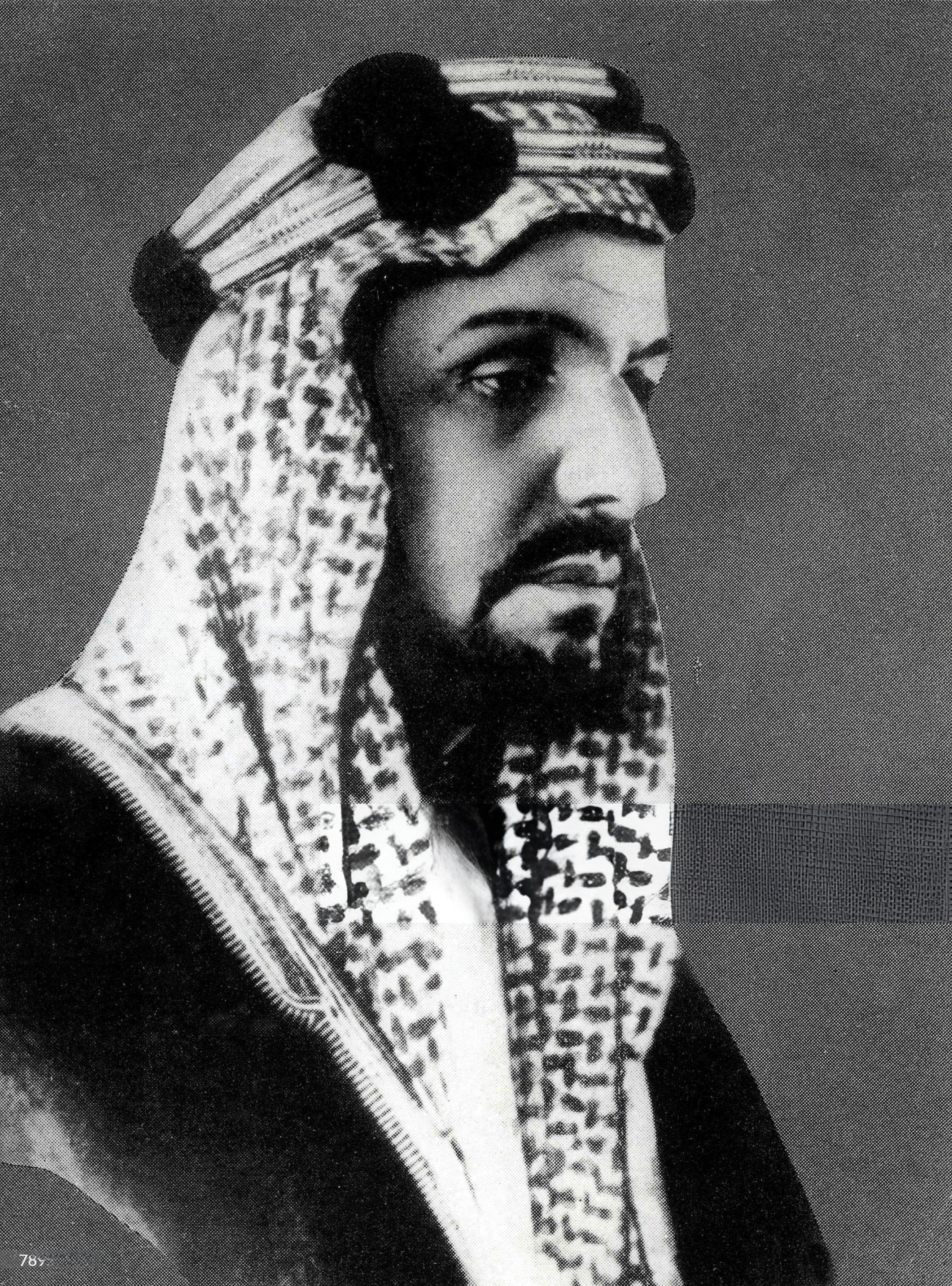
Ibn Saoud, premier roi d'Arabie saoudite (1932)

Asad est le témoin privilégié des mouvements de libération au XXe siècle et on lui prête une influence sur certains théoriciens du fondamentalisme islamique. Il fut proche conseiller du roi saoudien Abdel Aziz Ibn Saoud (qu'il pense être éclairé) avec qui il visite la région de Nadjd, invité à la cour par le roi Abdallah ben Hussein de Transjordanie et ami du roi Fayçal d'Arabie saoudite.
Il épouse en 1930 Munira, la fille d’un cheikh saoudien, dont il divorcera plus tard. Entre 1931 et 1939, il s'établit, avec son épouse  et sa famille, à Lahore au nord de l'Inde, alors colonie britannique. Son fils Talal naît en 1932.
En 1939, il est interné dans un camp par les autorités britanniques des Indes, puis rejoint par son épouse et son fils Talal, comme « ennemi étranger » en tant que ressortissant autrichien et pour avoir publié des articles anti-britanniques dans la presse allemande de longues années durant, alors qu'il commence à être reconnu comme un théoricien important de l'islam,. On les transfère dans un autre camp de détention pour familles, près de Bombay où sont emprisonnés des Juifs germaniques ayant fui le nazisme vers l'est, et même des nazis. Seuls musulmans du camp, ils y restent pendant toute la durée de la guerre. Alors qu'il avait tenté de les sauver par un visa de sortie, ses parents (son père, sa sœur, sa belle-mère, sa tante) sont assassinés dans les camps d'extermination nazie de la Shoah. En apprenant cette nouvelle, c'est la seule fois où son fils l'a vu pleurer.
Après la Seconde guerre mondiale, aux Indes, il collabore, avec le philosophe Muhammad Iqbal, à la formation d'un futur État islamique qui deviendra le Pakistan en 1947,. Il participe  à l'organisation du Pendjab à travers le nouveau Département de la reconstruction islamique à Lahore et aux débats autour de la future Constitution. Il est ensuite nommé directeur de la division du Moyen-Orient au ministère des Affaires étrangères et adopte la nationalité pakistanaise. Il devient ministre plénipotentiaire, le premier ambassadeur du Pakistan à l'Organisation des Nations unies (ONU) en 1952, où il rencontre sa propre cousine mariée à un diplomate et responsable israélien ; il y prononce un discours anti-israélien à sa tribune.
Des problèmes liés probablement à ses succès et ses origines ethnique et religieuse naissent au sein de son ministère allant jusqu'à ce que son ministre des Affaires étrangères lui refuse l'autorisation d'épouser sa quatrième femme, Paola Hamida Kazimirska, une Américaine d’origine catholique polonaise, elle aussi convertie à l’islam. 

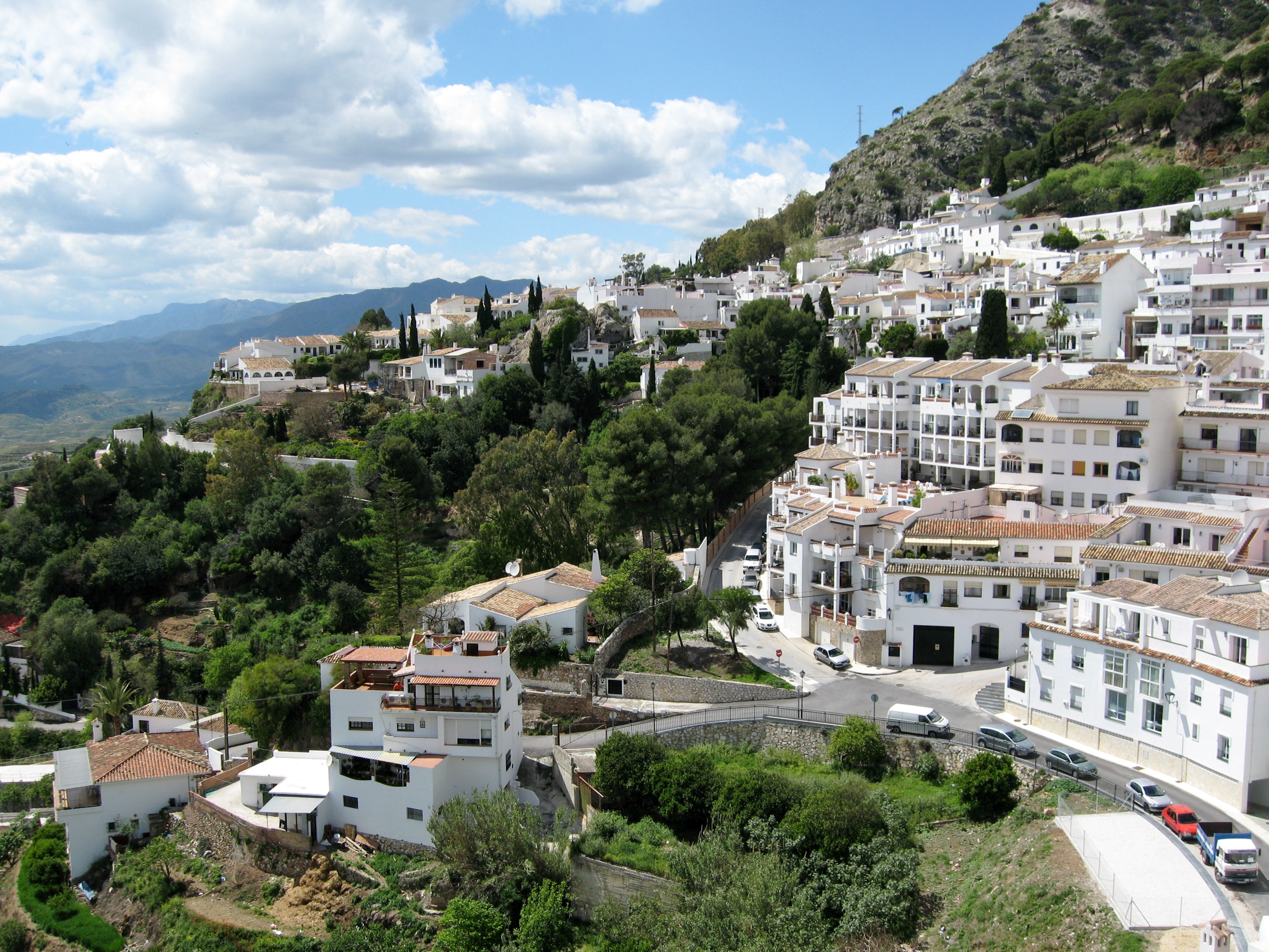
Mijas en Andalousie où il finit sa vie.

Intellectuel hyperpolyglotte, il appartient à l'élite pakistanaise mais quitte le monde diplomatique. Il donne des conférences sur l'islam dans les différents pays et écrit son autobiographie The Road to Mecca (Le Chemin de La Mecque) en 1954 où il raconte notamment « la découverte de l’islam par un Européen et de son intégration dans la communauté musulmane »,. Il est même question d'un projet de film avec Gregory Peck en personnage principal, qui n'aboutit pas
Vers la fin de sa vie, Muhammad Asad vit cinq années en Suisse où il publie un ouvrage de théorie politique (The Principe of state and government in Islam) puis près de vingt ans à Tanger au nord du Maroc où il travaille sur sa traduction du Coran, avant de passer quelques années au Portugal puis de s’installer à Granada en Espagne avec son épouse Paola Hamida Asad, jusqu'à sa mort en 1992 à Mijas en Andalousie. Il est enterré dans le cimetière musulman de Granada.

#### Ouvrages, désillusion et influence
Il a écrit plusieurs livres, le plus connu étant Le Chemin de la Mecque (1954), son « autobiographie spirituelle » qui raconte ses voyages en Orient et, sans jamais renier son origine juive, sa conversion à l'islam, et qui sera rapidement traduit en de multiples langues. Son ouvrage principal après avoir quitté Lahore, soutenu matériellement par le secrétaire général de la Ligue musulmane mondiale, le sheikh Muhammad Sarur as-Sabban et la famille Shaya du Koweït, est sans doute sa traduction du Coran d'arabe en anglais, à la fois « rationalisante et esthétisante », sous le titre The Message of the Qur'ān (1980) dont le premier volume paraît en 1964, qu'il met près de vingt ans à construire mais qui sera censurée par les Saoudiens, ce qui l'affectera,,. Il y a donc consacré la dernière partie de son existence, avec pour but de faire connaître le Coran à l'Occident, après avoir renoncé à son action politique.

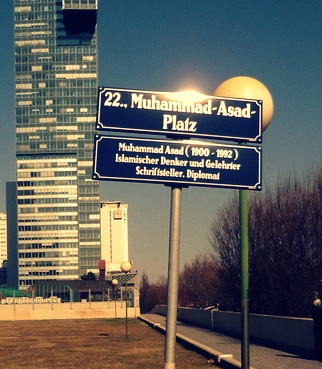
Place Muhammad Asad à Vienne, Autriche, lui rend hommage.

« Initialement très rigoriste il sera fasciné par le wahhabisme puis les idées salafistes, et convaincu de "l'incompatibilité spirituelle" entre l'islam et l'Occident ». Dans ses derniers ouvrages de théologie, attristé par les développements de la culture musulmane dans certains pays qu'il aimait, désillusionné, il plaide pour un islam moderne, condamne sans appel la révolution iranienne et le fanatisme religieux, et prône finalement une réforme de l'islam en se retournant contre les fondamentalistes,,.
Comparé à Lawrence d'Arabie, il est considéré comme l'un des Européens musulmans les plus influents dans l'islam. 
En avril 2008, la ville de Vienne rebaptise la place devant le siège de l'ONU en « Mohammad Asad Platz », en reconnaissance de la contribution d'Asad aux relations interconfessionnelles et à son origine autrichienne.  
Aucune rue n'a été nommée en sa mémoire au Pakistan où il semble que l'histoire du pays ait oublié Muhammad Asad. 

### Descendance
Son fils, Talal Asad, né en Arabie Saoudite, a grandi en Inde puis au Pakistan, a fait ses études à Oxford en Angleterre et vit désormais en tant que citoyen américain à New York où il enseigne l’anthropologie à la City University of New York,

### Œuvres
- Un Proche-Orient sans romantisme : Journal de voyage (publié en allemand (Unromantisches Morgenland) à Francfort-sur-le-Main, aux éditions Societät-Druckerei en 1922, traduit en français en 2005), éd. du CNRS., 180 pp.  (ISBN 9782271090942). Écrit sous son ancien nom : Leopold Weiss[2].
- L'Islam à la croisée des chemins, éditions Renaissance (publié en anglais en 1934, constamment réédité depuis, traduit en français en 2004).
- Traduction en anglais du Sahih Al-Bukhari (1935-1938)
- Le Chemin de La Mecque (1954), trad., Fayard, 1999.
- The Principe of state and government in Islam

- The Message of the Qur'ān (1962-1980). Dernière édition anglaise en 2004 (édition The Book Foundation). Traduction française en préparation.

### Articles parus dans laFrankfurter Zeitung
- 1923a, « Tagebuch einer Reise [I] », FZ, 67, n° 351, 15 mai 1923, pp. 1-2.
- 1923b, « Tagebuch einer Reise II », FZ, 67, n° 401, 3 juin 1923, pp. 1-2.
- 1923c, « Tagebuch einer Reise III », FZ, 67, n° 468, 28 juin 1923, pp. 1-2.
- 1923d, « Tagebuch einer Reise IV », FZ, 67, n° 528, 20 juillet 1923, pp. 1-2.
- 1923e, « Tagebuch einer Reise [V] », FZ, 67, n° 607, 18 août 1923, p. 1.
- 1923f, « Tagebuch einer Reise VII », FZ, 68, n° 664 ; 8 septembre 1923, p. 1.
- 1923g, « Tagebuch einer Reise VIII », FZ, 68, n° 769, 17 octobre 1923, pp. 1-2.
- 1923h, « Tagebuch einer Reise IX », FZ, 68, n° 871, 24 novembre 1923, p. 1.

### Études
- Florence Heymann, Un Juif pour l'islam, Stock, 2005, 304 pp.,
- Tom Butler-Bowdon, 50 classiques de la spiritualité (2005), trad., Le Jour, Montréal, Canada, 2008.

### Documentaire
- Un chemin vers l'Islam : le voyage de Muhammad Asad, Arte, 2009.